# Ribera (famiglia)
La famiglia Ribera, Rivera, Afan de Ribera o Afan de Rivera è una famiglia nobile spagnola, con diramazioni a Napoli, di origine reale, che ha annoverato tra i suoi esponenti un santo.

## Storia
Ebbe come capostipite un Rodrigo, signore di Cabrera, Ribera o Rivera, un territorio montuoso sito nella provincia di León dal quale i discendenti trassero il cognome. Fu figlio di un Sancio, figlio di Ramiro III di León.
Il capostipite italiano fu Pedro Afán o Perafán de Ribera che si stabilì nel napoletano con la carica di viceré di Napoli, fu anche viceré di Catalogna e venne aggregato con la famiglia al Seggio di Montagna dei Sedili di Napoli. Suo figlio San Giovanni de Ribera, fondatore dell'ordine delle Monache Agostiniane Scalze, fu beatificato nel 1796 e canonizzato nel 1960 da Papa Giovanni XXIII. Anche un altro esponente della famiglia fu viceré, Fernando Afán de Ribera y Enríquez, Sr. fu viceré di Sicilia per Filippo IV di Spagna; sua figlia fu la principessa di Paternò Maria Afán de Ribera, il comune siciliano di Ribera, fondato nel 1628, fu chiamato così in suo onore. Di incerta collocazione è una ramificazione con dimora in Scicli, di recente illustrata da alcuni studi: infatti un Girolamo de Ribera, barone di Santa Maria La Cava e Montagna, sposò nel 1669 Giovanna di Stefano che rimasta vedova passò a nuove nozze con Gualtiero Paternò.
Complessivamente la famiglia possedette un ducato, tre marchesati, cinque contee e otto baronie; contrasse – tra gli altri – matrimoni con le famiglie Caracciolo, Carafa, Costaguti, Enríquez, Florio, Moncada, Sandoval e Zuniga.
Stemma: Partito: a destra d'oro a tre fasce di verde, a sinistra interzato in pergola rovesciata e piegata: nel 1º e 2º di rosso alla torre d'oro; nel 3º d'argento al leone di rosso coronato di oro; variante: D'oro a tre fasce di verde.

## Membri principali
- Pedro Afán o Perafán de Ribera (1509-1571), viceré di Catalogna e Napoli[3];
- Giovanni de Ribera (1532-1611), figlio del precedente;
- Enrique de Guzmán y Ribera (1540-1607), viceré di Sicilia;
- Fernando Afán de Ribera y Enríquez, Sr. (1583-1637), viceré di Catalogna, Napoli e Sicilia[4];
- Jusepe de Ribera (1591-1652), pittore spagnolo;
- Fernando Afán de Ribera y Enríquez, Jr. (1614-1633), poeta spagnolo;
- Payo Enríquez de Rivera (1622-1684), arcivescovo spagnolo;
- José Fructuoso Rivera (1784-1854), primo presidente fondatore della Repubblica dell'Uruguay, in carica negli anni 1830-1834, 1838-1839, 1839-1843 e 1853-1854 (insieme a Juan Antonio Lavalleja e Venancio Flores)[11];
- Carlo Afan de Rivera (1779-1852), militare italiano;
- Gaetano Afan de Rivera (1816-1870), militare italiano;
- Stefano Ribera (1828-1888), giornalista e poeta italiano;
- Achille Afan de Rivera (1842-1904), generale e politico italiano;
- Costanza Afan de Rivera Costaguti (1950-2020), scrittrice e filantropa italiana.